# Lejcesterija
Lejcesterija (lat. Leycesteria), biljni rod iz porodice kozokrvnica, dio potporodice  Caprifolioideae.
Pripada mu sedam vrsta grmova rasprostranjenih u Aziji, od sjeveroistočnog Pakistana na zapadu, preko Himalaja na istok do južne Kine
Neke vrste uvezene su u Europu i Sjevernu Ameriku, Leycesteria formosa, himalajska orlovi nokti.
Rod je imenovan po hortikulturistu Williamu Leycesteru.

## Vrste
1. Leycesteria crocothyrsos Airy Shaw
2. Leycesteria dibangvalliensis S.K.Das & G.S.Giri
3. Leycesteria formosa Wall.
4. Leycesteria glaucophylla (Hook.f. & Thomson) Hook.f.
5. Leycesteria gracilis (Kurz) Airy Shaw
6. Leycesteria insignis Merr.
7. Leycesteria stipulata (Hook.f. & Thomson) Fritsch

## Sinonimi
- Leycestria Endl.
- Pentapyxis Hook.f.